# Enzo Ferrari (bil)
 For alternative betydninger, se Enzo Ferrari (flertydig). (Se også artikler, som begynder med Enzo Ferrari)
Enzo Ferrari er en 12 cylindret Ferrari, navngivet efter firmaets grundlægger Enzo Ferrari. Det var da den kom på gaden i 2003, den mest kraftfulde produktionsbil i verden. Den er bygget på Formel 1-teknologi, såsom kulstoffibre, sekvensielt gearskifte og kulstofkeramiske bremseskiver. Den benytter desuden teknologi, som ikke er tilladt i Formel 1, såsom aktiv aerodynamik: Ved 300 km/t opnås et pres på 775 kg og en lille hækvinge bliver aktiveret for at opretholde dette pres.
Bilens V12-motor er den første i en ny generation af V12-motorer fra Ferrari, som er designet og bygget efter V8-motoren fundet i søsterselskabet Maseratis Quattroporte. Ferrari 430 er den næste model, Der vil have en version af denne nye motor.
I 2004 blev Enzo placeret som nummer tre på en liste over årtiets bedste af Sports Car International. Derudover placerede Motor Trend Classic den som nummer fire på deres liste over "Bedste Ferrari'er nogensinde".

## Navn
Bilen bliver ofte fejlrefereret til som; "Ferrari Enzo" og "Ferrari F60". Sidstnævnte giver det fejlagtige indtryk, at bilen skulle være opkaldt efter Ferraris 60-års jubilæum som dens forgængere F40 og F50 var. Den bliver dog oftest blot benævnt i den korte form "Enzo".
Den er opkaldt efter firmaets grundlægger, Enzo Ferrari, som døde i 1988.

## Produktion
Enzoen blev oprindeligt introduceret i 2002 ved det store Paris Motor Show med et produktionstal på 399 enheder og prissat i danske kroner inklusiv moms og afgifter til ca. 18 millioner kroner.
Der blev sendt invitationer til alle de mest betroede kunder om at købe bilen, og således var alle 399 biler solgt allerede inden bilen gik i produktion. En nr. 400 blev produceret og auktioneret væk til fordel for ofrene for den flodbølge, der fulgte jordskælvet i Det Indiske Ocean 2004. Auktionen indbragte 950.000 €.
Der blev bygget tre prototyper; M1, M2 og M3. De var alle modificerede til at ligne en Ferrari 348, til trods for, at de blev bygget i 2000. Den tredje prototype blev også solgt på samme auktion som Enzo nr. 400 i juni måned 2005.
Dog blev der produceret 100 ekstra til det amerikanske marked, hvorfor der er en plade i bilerne med 499 og ikke 399. Ud af den samlede produktion var der to gule, to sorte, to grå, en eller to hvide og de resterende var røde.

## Specifikationer

### Motor
Enzoen er en baghjulstrukket bil med med en vægtfordeling på 43,9/56,1 (hhv. for/bag). Motoren er Ferraris Ferrari Dino motor V12 med fire ventiler pr. cylinder, dobbelt overliggende knastaksler og variabel ventiltiming. Der anvendes en Bosch Motronic ME7 elektronisk insprøjtning og den naturligt aspireret, hvilket betyder der hverken er turbo, kompressor eller andre hjælpemidler i motoren – det er ren motorkraft.
Den yder 485 kW (651 hk) ved 7.800 omdrejninger og 657 Nm.

### Chassis
Den anvender en halvautomatisk gearkasse, også kendt som F1-Gear. Det kontrolleres med 2 pedaler ved rattet, som henholdsvis bruges til at skifte op og ned med. Det er en automatisk funktion med automatisk kobling, som hjælpes på vej med LED-lys på rattet, som fortæller føreren, hvornår det er tid at skifte gear. Den automatiserede gearkasse har en skiftetid på 150 millisekunder. Gearkassen var den første generations koblingsfrie design fra slutningen af 1990'erne og der har været klager over dets rykkende gearskift.
Bilen er 4-hjuls uafhængig undervogn med støddæmpere, som kan justeres fra kabinen, kombineret med rullebarer både i front og bag.

### Præstationer
Enzoen kan accelerere til 60 mph (97 km/t) på 3,14 sekunder og 100 mph (161 km/t) på 6,6 sekunder. Tophastigheden er estimeret til at være ca. 350 km/t.

## Enzobaseret bil

### Ferrari FXX
Pga. Enzoens resultater og bilens generelle succes, besluttede Ferrari at tage Enzoen og oprette et lille program for at få feedback fra bestemte kunder til fremtidige modeller. Kernen af dette program er en bil, som hedder Ferrari FXX. Den er baseret på Enzoens design med en tunet 6,2 liters motor, som yder over 800 hk. Gearkassen er ny, ligeledes er dækkene og bremserne specialdesignede til bilen af Bridgestone og Brembo. Den udstyres med et enormt system af dataoptagere og telemetrisystemer, som gør Ferrari i stand til at studere bilens opførsel. Alt dette vil blive brugt til at udvikle fremtidige modeller.
Ligesom Enzoen, så blev bilen solgt til få udvalgte i forvejen eksisterende kunder. Den oprindelige pris var 1,3 millioner €. I modsætning til Enzoen, så er bilen ikke lovlig at køre i på vejene, og er kun designet til banebrug. Ferrari organiserer årligt en række arrangementer for ejerne på baner over hele verden.